# Juan Cuesta
Juan Cuesta es un personaje ficticio de la serie de televisión Aquí no hay quien viva. Tal como el actor que lo interpreta, nació en 1957. Es el eterno presidente de la comunidad de vecinos del inmueble situado en la calle Desengaño, número 21. Aunque no siempre ha estado al mando de la comunidad, él se define como el «presidente espiritual» del edificio. En la primera temporada se afirma que ha estado doce años al mando de la comunidad antes de la moción de censura que le obligó temporalmente a abandonar la presidencia en favor de Lucía Álvarez. Además de ejercer este cargo, es profesor de Primaria.

## Creación y concepción
El actor venía de trabajar en un trío humorístico llamado Entre tres, realizando actuaciones en televisión, algunas en Noche de fiesta, de José Luis Moreno. Los sobrinos, tras ver las actuaciones, pensaron en el actor para encarnar el papel.

## Personalidad y relación con otros personajes
Ejerció su cargo de presidente de la comunidad con mucha dedicación, aunque también con bastante incompetencia. Mientras vivió con Paloma Hurtado, estuvo tanto personal como profesionalmente influido por ella. Su segunda mujer, Isabel Ruiz, era una neurótica obsesionada con las homeopatías. Con ellos viven su hijo José Miguel, un fanático de los videojuegos que se pasa el día con hombres muchos mayores a él, y Natalia, una adolescente muy independiente.

## Biografía de Juan Cuesta
Se sabe, debido a datos oficiales de la serie, que su padre era coronel. Tiene una hermana llamada Nieves, quien lo defendía de los acosadores en la escuela. Se casó a los veinticuatro años, virgen, aunque él dice que era un hombre muy deseado entre las mujeres cuando era joven. Con su primera mujer, Paloma, tuvo dos hijos, Natalia y José Miguel. Aunque Paloma decía que idolatraba a su esposo, le estuvo siendo infiel durante catorce años con Ramón, un vendedor de aspiradoras. Trabajaba como profesor de Primaria en una escuela dirigida por don Gustavo, siendo su apodo entre los alumnos el Franciscano. Llegó a Desengaño, 21 a finales de los 80 con su mujer, y además fue el único en doce años que se presentó para ser presidente de la comunidad, repitiendo su rol como presidente cada legislatura por ser el único candidato.
En Aquí no hay quien viva, vive con su mujer y sus hijos en el 2.° A de Desengaño, 21, en Madrid. Tuvo varios encontronazos con Roberto y Lucía, los recién llegados inquilinos del 3.° A, debido a que el padre de Lucía, la pija, era un empresario acaudalado que le daba todos los caprichos a su hija, pues fue quien le compró el piso y la mantuvo trabajando en su constructora. Juan, que era un hombre muy apegado a los estatutos de la comunidad, tachaba de intolerables hechos como que Lucía llevase a cabo una reforma en su piso sin el pertinente permiso de la comunidad o que cambiase su puerta a un estilo que no hacía juego con la estética de la fachada. Sobre todo entre Paloma y Lucía, pues la mujer del presidente estaba muy celosa de la vida rodeada de lujos que llevaba su vecina, echándose en cara las dos que vivían de su padre y de su marido, respectivamente.
Al final de la segunda temporada, Paloma queda en estado comatoso al caer por la ventana del patio mientras discutía con Isabel, la Hierbas, la mujer de Andrés Guerra, el vecino de al lado de los Cuesta, pues pensaba que la Hierbas tuvo una aventura con su marido. Aprovechando el estado de inconsciencia de su cuñada, Nieves, la hermana de Juan, decidió visitar la casa de su hermano y sus sobrinos para pasar una temporada con tal de ayudar a Juan a superar este difícil trauma. Al mismo tiempo, empieza a tener sentimientos románticos correspondidos por Isabel, aunque ambos los ocultan debido a que los dos estaban casados. Finalmente, en Nochebuena, Andrés descubre la aventura de Juan con su mujer, de la que se divorcia a pesar de haberlo intentado arreglar con Isabel, pero al enterarse de que Isabel tuvo un hijo con un extranjero cuando ya era pareja de Andrés. Andrés empieza una relación con Nieves. Isabel y Juan empiezan una relación seria. Cuando Nieves se marcha del edificio en la cuarta temporada, Juan se convierte en el arrendador del 2°B, que su hermana había comprado para ella, alquilándoselo a Carlos y Roberto, que arrendaron el piso para superar sus rupturas emocionales con Lucía. Su vida política pasa por varios altibajos, pues pierde y vuelve a recuperar la presidencia de la comunidad varias veces, siendo la última de estas en favor de Higinio, el nuevo propietario del piso de Nieves, nombrado presidente a traición en un sorteo arreglado.
En la quinta temporada, vuelve a tomar las riendas de la comunidad en el capítulo final para tratar de tranquilizar a los vecinos, debido a que el edificio estaba siendo devorado por termitas y podía venirse abajo. Al final de la serie, se marcha con su familia al chalé de su hermana hasta encontrar un piso. Su exmujer, Paloma, muere, y su hija Natalia da a luz a una niña, Yamiley, fruto de un embarazo de alquiler.

## Frases célebres
- "Juan Cuesta, presidente de  esta nuestra comunidad."
- "Don Bartolomé Mendez Zuloaga, maestro y mentor."
- "Lo digo sin acritud, pero lo digo."
- "Derrama."
- "¡Emilio!"
- "¡Que follón!"

## Recepción
El administrador de fincas Marcial Tarín, vicepresidente del Colegio Profesional de Administradores de Fincas de Madrid afirmó su verosimilitud con presidentes de comunidad reales diciendo: «yo conozco a presidentes de comunidad que llegan a imprimir su cargo en su tarjeta de visita».
El actor José Luis Gil ganó por su interpretación el de mejor actor protagonista de una serie de televisión en la XVI Edición de los Premios de la Unión de Actores, además de ser nominado en la misma categoría en la edición anterior.